# Zenkeria
Zenkeria és un gènere de plantes de la família de les poàcies. És originari de l'Índia, Ceilan, Myanmar. Comprèn 5 espècies descrites i acceptades.

## Descripció
Són plantes perennes; cespitoses de 60-130 cm d'alt; herbàcies. Les làmines àmplies o estretes, de 5-25 mm d'ample, planes, o laminades; pseudopeciolada. Lígula amb una franja de pèls. Plantes bisexuals, amb espiguetess bisexuals; amb flors hermafrodites. La inflorescència paniculada; oberta.
El gènere va ser descrit per Carl Bernhard von Trinius i publicat a la revista Linnaea 11(2): 150. 1837. L'espècie tipus és: Zenkeria elegans Trin.

## Espècies acceptades
Aquest és un llistat de les espècies del gènere Zenkeria acceptades fins a novembre de 2013, ordenades alfabèticament. Per a cadascuna s'indica el nom binomial seguit de l'autor, abreujat segons les convencions i usos.
- Zenkeria elegans  Trin.
- Zenkeria jainii  N.C.Nair, Sreek. i V.J.Nair
- Zenkeria obtusiflora  Benth.
- Zenkeria sebastinei  A.N.Henry i Chandrab.
- Zenkeria stapfii  Henrard